# Emiliano García
Emiliano Martín García Tellechea (Montevideo, 14 gennaio 1990) è un calciatore uruguaiano, difensore del Montevideo Wanderers.

## Caratteristiche tecniche
È un difensore centrale.